# Georgi Rakowski
Georgi Stojkow Rakowski (ur. 2 kwietnia 1821 w Koteł, zm. 9 października 1867) – bułgarski rewolucjonista, pisarz, historyk, dziennikarz. Walczył o wyzwolenie Bułgarii spod panowania tureckiego.

## Życiorys
Urodził się w Koteł w Bułgarii jako Sybi Stojkow Popowicz. W 1841 osiadł w Braile. Z powodu działalności rewolucyjnej został aresztowany i skazany na śmierć. Został uratowany przez greckiego konsula i wyemigrował do Francji na półtora roku. Następnie powrócił do Bułgarii, gdzie ponownie został aresztowany w 1845 i skazany na siedem lat więzienia. Karę odbywał w Stambule, zwolniony w 1848. Pozostał w Stambule, działając na rzecz utworzenia bułgarskiego Kościoła prawosławnego. W 1853 stworzył bułgarskie stowarzyszenia rewolucyjne, które miały walczyć u boku Rosjan w wojnie krymskiej. Ponownie został aresztowany i deportowany do Bułgarii. Gdy w Serbii w latach 1859–1860 rozpoczęła się kampania antyturecka, Rakowski założył w 1862 pierwszy legion bułgarski w Belgradzie. Konflikt serbsko-turecki wkrótce się zakończył i legion został rozwiązany. Rakowski kontynuował swoją działalność w Bukareszcie. Zmarł na gruźlicę.

## Twórczość
- Gorski Pătnik (1857)
- Pokazalets (1859)
- Bălgarskite hajduti, 1867
- Kljutj bălgarskago jazika (pośmiertnie 1880)
- Iztuplennij dărvisj (pośmiertnie 1884)